# 31. ceremonia wręczenia nagród Gildii Aktorów Ekranowych
31. ceremonia wręczenia nagród Gildii Aktorów Ekranowych, amerykańskich nagród filmowych i telewizyjnych przyznawanych przez SAG-AFTRA, honorująca produkcje z 2024 roku, odbyła się 23 lutego 2025 w Shrine Auditorium w Los Angeles. Była transmitowana na żywo przez serwis strumieniowy Netflix. Poprowadziła ją aktorka Kristen Bell.
Nominacje zostały ogłoszone 8 stycznia 2025. Spośród filmów kinowych najwięcej zdobyły ich Wicked, a spośród programów telewizyjnych Szōgun (po 5). Nagrodą za całokształt twórczości została uhonorowana Jane Fonda.

## Laureaci i nominowani

### Filmy kinowe
| Najlepszy występ aktora w roli pierwszoplanowej | Najlepszy występ aktorki w roli pierwszoplanowej |
| --- | --- |

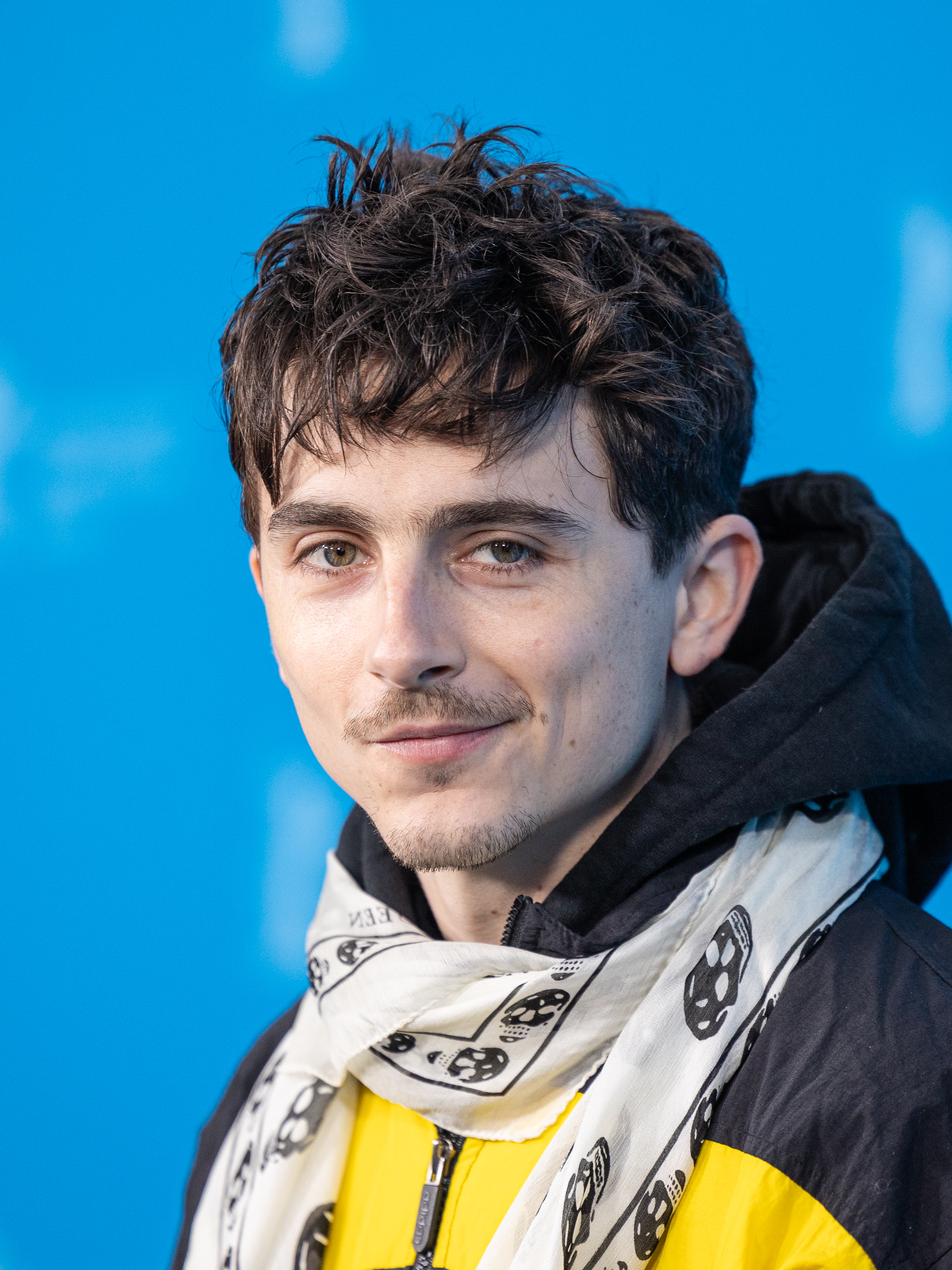
Timothée Chalamet, laureat w kategorii najlepszy występ aktora w roli pierwszoplanowej

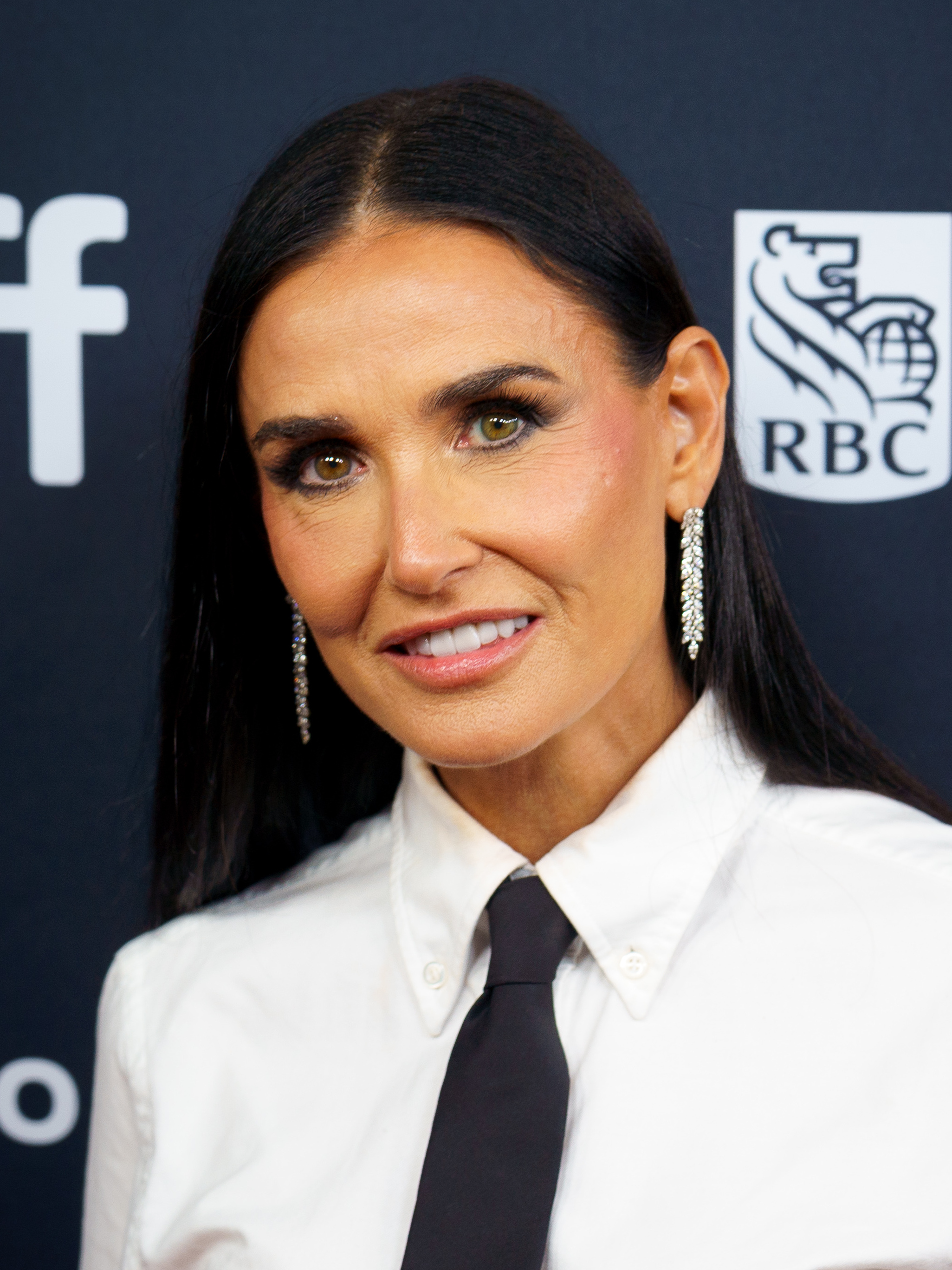
Demi Moore, laureatka w kategorii najlepszy występ aktorki w roli pierwszoplanowej

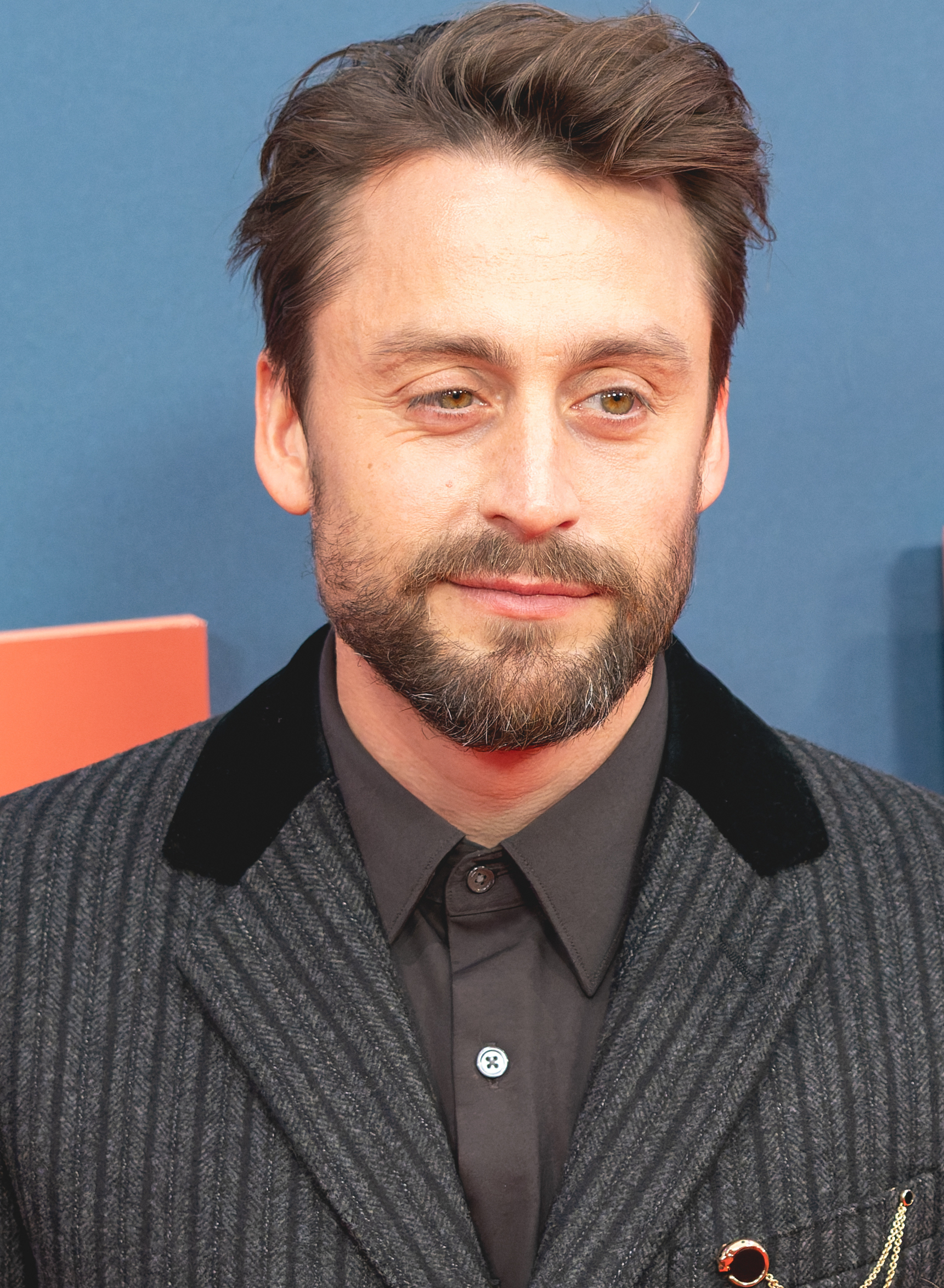
Kieran Culkin, laureat w kategorii najlepszy występ aktora w roli drugoplanowej

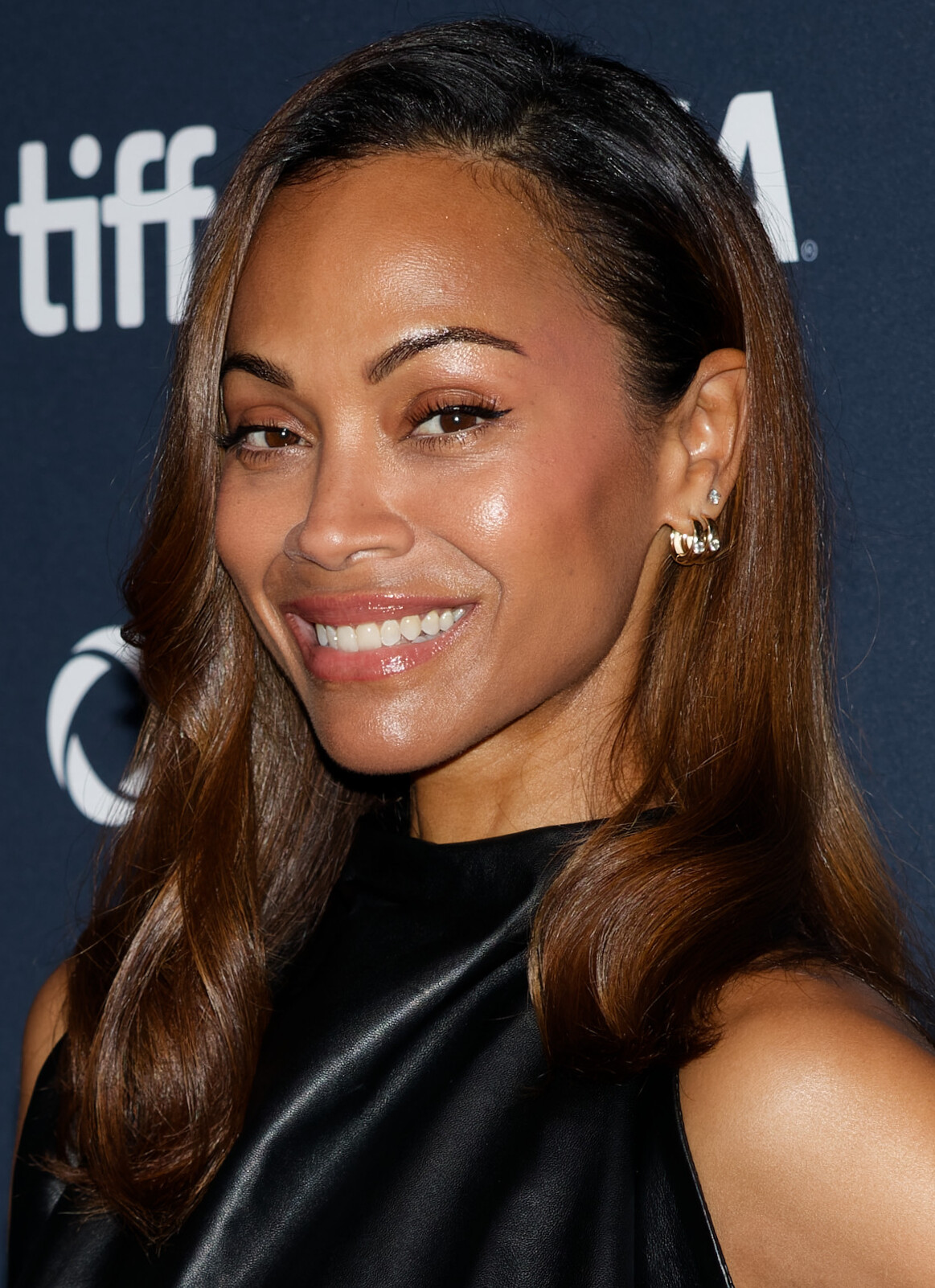
Zoe Saldaña, laureatka w kategorii najlepszy występ aktorki w roli drugoplanowej

| - Timothée Chalamet – Kompletnie nieznany jako Bob Dylan - Adrien Brody – The Brutalist jako László Tóth - Daniel Craig – Queer jako William Lee - Colman Domingo – Sing Sing jako John "Divine G" Whitfield - Ralph Fiennes – Konklawe jako Cardinal Thomas Lawrence | - Demi Moore – Substancja jako Elisabeth Sparkle - Pamela Anderson – The Last Showgirl jako Shelly - Cynthia Erivo – Wicked jako Elphaba - Karla Sofía Gascón – Emilia Pérez jako Emilia Pérez - Mikey Madison – Anora jako Anora „Ani” Mikheeva              |
| Najlepszy występ aktora w roli drugoplanowej | Najlepszy występ aktorki w roli drugoplanowej |
| - Kieran Culkin – Prawdziwy ból jako Benji Kaplan - Jonathan Bailey – Wicked jako Fiyero - Jura Borisow – Anora jako Igor - Edward Norton – Kompletnie nieznany jako Pete Seeger - Jeremy Strong – Wybraniec jako Roy Cohn | - Zoe Saldaña – Emilia Pérez jako Rita Mora Castro - Monica Barbaro – Kompletnie nieznany jako Joan Baez - Jamie Lee Curtis – The Last Showgirl jako Annette - Danielle Deadwyler – Lekcja gry na pianinie jako Berniece - Ariana Grande – Wicked jako Glinda |
| Najlepszy występ zespołu aktorskiego w filmie kinowym | |
| - Konklawe – Sergio Castellitto, Ralph Fiennes, John Lithgow, Lucian Msamati, Isabella Rossellini i Stanley Tucci - Anora – Jura Borisow, Mark Eydelshteyn, Karren Karagulian, Mikey Madison, Aleksiej Sieriebriakow i Vache Tovmasyan - Emilia Pérez – Karla Sofía Gascón, Selena Gomez, Adriana Paz i Zoe Saldaña - Kompletnie nieznany – Monica Barbaro, Norbert Leo Butz, Timothée Chalamet, Elle Fanning, Dan Fogler, Will Harrison, Eriko Hatsune, Boyd Holbrook, Scoot McNairy, Big Bill Morganfield i Edward Norton - Wicked – Jonathan Bailey, Marissa Bode, Peter Dinklage, Cynthia Erivo, Jeff Goldblum, Ariana Grande, Ethan Slater, Bowen Yang i Michelle Yeoh | |
| Najlepszy występ zespołu kaskaderskiego w filmie kinowym | |
| - Kaskader - Deadpool & Wolverine - Diuna: Część druga - Gladiator II - Wicked | |

### Programy telewizyjne
| Najlepszy występ aktora w miniserialu lub filmie telewizyjnym | Najlepszy występ aktorki w miniserialu lub filmie telewizyjnym |
| --- | --- |
| - Colin Farrell – Pingwin jako Oswald "Oz" Cobb / The Penguin - Javier Bardem – Potwory: Historia Lyle’a i Erika Menendezów jako José Menendez - Richard Gadd – Reniferek jako Donny Dunn - Kevin Kline – Sprostowanie jako Stephen Brigstocke - Andrew Scott – Ripley jako Tom Ripley | - Jessica Gunning – Reniferek jako Martha Scott - Kathy Bates – The Great Lillian Hall jako Edith Wilson - Cate Blanchett – Sprostowanie jako Catherine Ravenscroft - Jodie Foster – Detektyw: Kraina nocy jako Liz Danvers - Lily Gladstone – Most zbrodni jako Cam Bentland - Cristin Milioti – Pingwin jako Sofia Falcone |
| Najlepszy występ aktora w serialu dramatycznym | Najlepszy występ aktorki w serialu dramatycznym |
| - Hiroyuki Sanada – Szōgun jako Lord Yoshii Toranaga - Tadanobu Asano – Szōgun jako Kashigi Yabushige - Jeff Bridges – Stary człowiek jako Dan Chase - Gary Oldman – Kulawe konie jako Jackson Lamb - Eddie Redmayne – Dzień Szakala jako Szakal | - Anna Sawai – Szōgun jako Toda Mariko - Kathy Bates – Matlock jako Madeline „Matty” Matlock / Madeline Kingston - Nicola Coughlan – Bridgertonowie jako Penelope Bridgerton - Allison Janney – Dyplomatka jako Grace Penn - Keri Russell – Dyplomatka jako Katherine „Kate” Wyler                                           |
| Najlepszy występ aktora w serialu komediowym | Najlepszy występ aktorki w serialu komediowym |
| - Martin Short – Zbrodnie po sąsiedzku jako Oliver Putnam - Adam Brody – Nikt tego nie chce jako Noah Roklov - Ted Danson – Tajny informator jako Charles Nieuwendyk - Harrison Ford – Terapia bez trzymanki jako Paul Rhoades - Jeremy Allen White – The Bear jako Carmen „Carmy” Berzatto | - Jean Smart – Hacks jako Deborah Vance - Kristen Bell – Nikt tego nie chce jako Joanne - Quinta Brunson – Misja: Podstawówka jako Janine Teagues - Liza Colón-Zayas – The Bear jako Tina Marrero - Ayo Edebiri – The Bear jako Sydney Adamu                                                                                 |
| Najlepszy występ zespołu aktorskiego w serialu dramatycznym | |
| - Szōgun – Shinnosuke Abe, Tadanobu Asano, Tommy Bastow, Takehiro Hira, Moeka Hoshi, Hiromoto Ida, Cosmo Jarvis, Hiroto Kanai, Yuki Kira, Takeshi Kurokawa, Fumi Nikaido, Tokuma Nishioka, Hiroyuki Sanada i Anna Sawai - Bridgertonowie – Geraldine Alexander, Victor Alli, Adjoa Andoh, Julie Andrews, Lorraine Ashbourne, Simone Ashley, Jonathan Bailey, Joe Barnes, Joanna Bobin, James Bryan, Harriet Cains, Bessie Carter, Genevieve Chenneour, Dominic Coleman, Nicola Coughlan, Kitty Devlin, Hannah Dodd, Daniel Francis, Ruth Gemmell, Rosa Hesmondhalgh, Sesley Hope, Florence Hunt, Martins Imhangbe, Molly Jackson-Shaw, Claudia Jessie, Lorn Macdonald, Jessica Madsen, Emma Naomi, Hannah New, Luke Newton, Caleb Obediah, James Phoon, Vineeta Rishi, Golda Rosheuvel, Hugh Sachs, Banita Sandhu, Luke Thompson, Will Tilston, Polly Walker, Anna Wilson-Jones i Sophie Woolley - Dzień Szakala – Khalid Abdalla, Jon Arias, Nick Blood, Úrsula Corberó, Charles Dance, Ben Hall, Chukwudi Iwuji, Patrick Kennedy, Puchi Lagarde, Lashana Lynch, Eleanor Matsuura, Jonjo O‘Neill, Eddie Redmayne, Sule Rimi i Lia Williams - Dyplomatka – Ali Ahn, Sandy Amon-Schwartz, Tim Delap, Penny Downie, Ato Essandoh, David Gyasi, Celia Imrie, Rory Kinnear, Pearl Mackie, Nana Mensah, Graham Miller, Keri Russell, Rufus Sewell, Adam Silver i Kenichiro Thomson - Kulawe konie – Ruth Bradley, Tom Brooke, James Callis, Christopher Chung, Aimee-Ffion Edwards, Rosalind Eleazar, Sean Gilder, Kadiff Kirwan, Jack Lowden, Gary Oldman, Jonathan Pryce, Saskia Reeves, Joanna Scanlan, Kristin Scott Thomas, Hugo Weaving, Naomi Wirthner i Tom Wozniczka | |
| Najlepszy występ zespołu aktorskiego w serialu komediowym | |
| - Zbrodnie po sąsiedzku – Michael Cyril Creighton, Zach Galifianakis, Selena Gomez, Richard Kind, Eugene Levy, Eva Longoria, Steve Martin, Kumail Nanjiani, Molly Shannon i Martin Short - The Bear – Lionel Boyce, Liza Colón-Zayas, Ayo Edebiri, Abby Elliott, Edwin Lee Gibson, Corey Hendrix, Matty Matheson, Ebon Moss-Bachrach, Ricky Staffieri i Jeremy Allen White - Hacks – Rose Abdoo, Carl Clemons-Hopkins, Paul W. Downs, Hannah Einbinder, Mark Indelicato, Jean Smart i Megan Stalter - Misja: Podstawówka – Quinta Brunson, William Stanford Davis, Janelle James, Chris Perfetti, Sheryl Lee Ralph, Lisa Ann Walter i Tyler James Williams - Terapia bez trzymanki – Harrison Ford, Brett Goldstein, Devin Kawaoka, Gavin Lewis, Wendie Malick, Lukita Maxwell, Ted McGinley, Christa Miller, Jason Segel, Rachel Stubington, Luke Tennie, Michael Urie i Jessica Williams | |
| Najlepszy występ zespołu kaskaderskiego w serialu telewizyjnym | |
| - Szōgun - The Boys - Fallout - Pingwin - Ród Smoka | |

### Nagroda specjalna

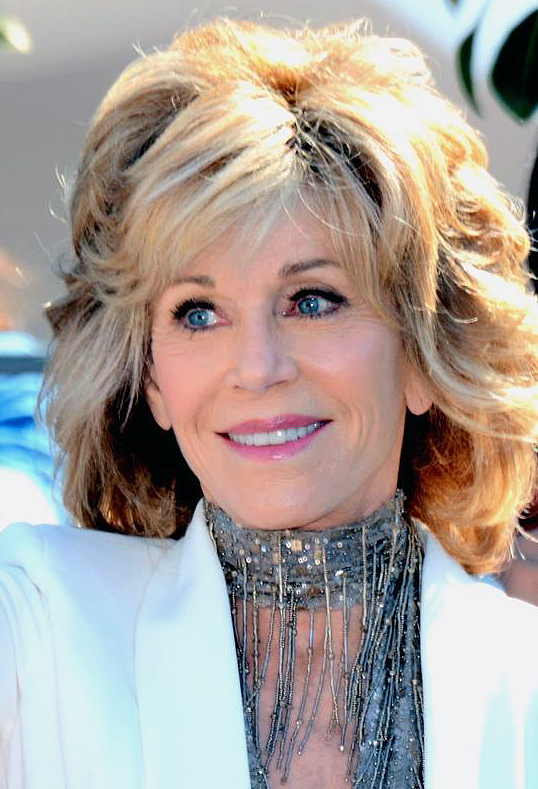
Jane Fonda, laureatka nagrody za całokształt twórczości

Nagroda Gildii Aktorów Ekranowych za całokształt twórczości
- Jane Fonda[3]